# Grand Prix de Voleibol de 2003
O Grand Prix de Voleibol de 2003 foi a 11ª edição do torneio feminino de voleibol organizado pela Federação Internacional FIVB. Foi diputado por doze países entre 21 de julho e 3 de agosto. A Fase Final foi realizada em Andria, na Itália.

## Equipes participantes
Equipes que participaram da edição 2003 do Grand Prix
- Alemanha
- Brasil
- Canadá
- China
- Coreia do Sul
- Cuba
- Estados Unidos
- Itália
- Japão
- Países Baixos
- Rússia
- Tailândia

## Primeira Fase

### Grupo A
| Pos | Equipe         | Pts | V | D | SP | SC | SA    | PP  | PC  | PA    |
| --- | -------------- | --- | - | - | -- | -- | ----- | --- | --- | ----- |
| 1   | Estados Unidos | 9   | 4 | 1 | 14 | 6  | 2,333 | 459 | 413 | 1,111 |
| 2   | Países Baixos  | 9   | 4 | 1 | 12 | 9  | 1,333 | 451 | 441 | 1,023 |
| 3   | Itália         | 7   | 2 | 3 | 12 | 12 | 1,000 | 522 | 494 | 1,057 |
| 4   | Alemanha       | 7   | 2 | 3 | 10 | 11 | 0,909 | 484 | 466 | 1,039 |
| 5   | Japão          | 3   | 2 | 3 | 9  | 13 | 0,692 | 438 | 486 | 0,901 |
| 6   | Cuba           | 3   | 1 | 4 | 8  | 14 | 0,571 | 434 | 488 | 0,889 |

PTS - pontos, J - jogos, V - vitórias, D - derrotas, SP - sets pró, SC - sets contra, SA - sets average, PP - pontos pró, PC - pontos contra, PA - ponto average
| Data  | Jogo           | Jogo | Jogo           | Parciais | Parciais | Parciais | Parciais | Parciais | Cidade          |
| Data  | Jogo           | Jogo | Jogo           | 1        | 2        | 3        | 4        | 5        | Cidade          |
| ----- | -------------- | ---- | -------------- | -------- | -------- | -------- | -------- | -------- | --------------- |
| 21/07 | Japão          | 0-3  | Países Baixos  | 16-25    | 18-25    | 19-25    | -        | -        | Gioia del Colle |
| 21/07 | Alemanha       | 1-3  | Itália         | 26-24    | 22-25    | 19-25    | 22-25    | -        | Gioia del Colle |
| 21/07 | Estados Unidos | 3-0  | Cuba           | 25-22    | 25-19    | 25-14    | -        | -        | Gioia del Colle |
| 22/07 | Japão          | 2-3  | Estados Unidos | 26-24    | 17-25    | 15-25    | 25-23    | 12-15    | Gioia del Colle |
| 22/07 | Cuba           | 1-3  | Alemanha       | 16-25    | 14-25    | 25-22    | 16-25    | -        | Gioia del Colle |
| 22/07 | Países Baixos  | 3-2  | Itália         | 16-25    | 25-20    | 27-25    | 15-25    | 15-8     | Gioia del Colle |
| 23/07 | Estados Unidos | 3-0  | Países Baixos  | 25-23    | 25-20    | 25-15    | -        | -        | Gioia del Colle |
| 23/07 | Alemanha       | 3-1  | Japão          | 25-13    | 17-25    | 26-24    | 25-21    | -        | Gioia del Colle |
| 23/07 | Itália         | 2-3  | Cuba           | 25-16    | 25-22    | 25-27    | 20-25    | 12-15    | Matera          |
| 25/07 | Países Baixos  | 3-2  | Cuba           | 23-25    | 19-25    | 25-23    | 25-16    | 15-13    | Gioia del Colle |
| 25/07 | Estados Unidos | 3-1  | Alemanha       | 25-21    | 25-20    | 17-25    | 33-31    | -        | Gioia del Colle |
| 25/07 | Japão          | 3-2  | Itália         | 23-25    | 16-25    | 25-21    | 26-24    | 15-10    | Gioia del Colle |
| 26/07 | Cuba           | 2-3  | Japão          | 25-18    | 18-25    | 20-25    | 25-19    | 13-15    | Gioia del Colle |
| 26/07 | Alemanha       | 2-3  | Países Baixos  | 21-25    | 28-26    | 25-22    | 21-25    | 13-15    | Gioia del Colle |
| 26/07 | Itália         | 3-2  | Estados Unidos | 23-25    | 20-25    | 25-23    | 25-15    | 15-9     | Matera          |

### Grupo B
| Pos | Equipe        | Pts | V | D | SP | SC | SA    | PP  | PC  | PA    |
| --- | ------------- | --- | - | - | -- | -- | ----- | --- | --- | ----- |
| 1   | Coreia do Sul | 9   | 4 | 1 | 12 | 5  | 2,400 | 401 | 352 | 1,139 |
| 2   | Rússia        | 9   | 4 | 1 | 13 | 6  | 2,167 | 446 | 395 | 1,129 |
| 3   | China         | 8   | 3 | 2 | 11 | 6  | 1,833 | 411 | 344 | 1,195 |
| 4   | Brasil        | 8   | 3 | 2 | 11 | 7  | 1,571 | 398 | 369 | 1,079 |
| 5   | Tailândia     | 6   | 1 | 4 | 3  | 13 | 0,231 | 281 | 391 | 0,719 |
| 6   | Canadá        | 5   | 0 | 5 | 2  | 15 | 0,133 | 330 | 416 | 0,793 |

PTS - pontos, J - jogos, V - vitórias, D - derrotas, SP - sets pró, SC - sets contra, SA - sets average, PP - pontos pró, PC - pontos contra, PA - ponto average
| Data  | Jogo          | Jogo | Jogo          | Parciais | Parciais | Parciais | Parciais | Parciais | Cidade          |
| Data  | Jogo          | Jogo | Jogo          | 1        | 2        | 3        | 4        | 5        | Cidade          |
| ----- | ------------- | ---- | ------------- | -------- | -------- | -------- | -------- | -------- | --------------- |
| 21/07 | Tailândia     | 0-3  | Brasil        | 10-25    | 17-25    | 11-25    | -        | -        | Matera          |
| 21/07 | China         | 3-0  | Canadá        | 25-22    | 25-14    | 25-15    | -        | -        | Matera          |
| 21/07 | Coreia do Sul | 3-1  | Rússia        | 25-19    | 19-25    | 25-18    | 31-29    | -        | Matera          |
| 22/07 | Rússia        | 3-0  | Tailândia     | 25-18    | 25-21    | 25-19    | -        | -        | Matera          |
| 22/07 | Brasil        | 3-0  | Canadá        | 25-23    | 25-18    | 25-20    | -        | -        | Matera          |
| 22/07 | China         | 3-0  | Coreia do Sul | 29-27    | 25-8     | 25-23    | -        | -        | Matera          |
| 23/07 | Tailândia     | 0-3  | China         | 11-25    | 22-25    | 10-25    | -        | -        | Gioia del Colle |
| 23/07 | Coreia do Sul | 3-1  | Canadá        | 25-18    | 18-25    | 25-13    | 25-23    | -        | Matera          |
| 23/07 | Brasil        | 2-3  | Rússia        | 16-25    | 25-20    | 17-25    | 25-21    | 13-15    | Matera          |
| 25/07 | Rússia        | 3-0  | Canadá        | 25-17    | 25-17    | 25-14    | -        | -        | Matera          |
| 25/07 | Coreia do Sul | 3-0  | Tailândia     | 25-21    | 25-13    | 25-10    | -        | -        | Matera          |
| 25/07 | Brasil        | 3-1  | China         | 25-22    | 17-25    | 26-24    | 25-18    | -        | Matera          |
| 26/07 | Rússia        | 3-1  | China         | 25-23    | 21-25    | 25-19    | 28-26    | -        | Gioia del Colle |
| 26/07 | Tailândia     | 3-1  | Canadá        | 28-26    | 25-18    | 20-25    | 25-22    | -        | Matera          |
| 26/07 | Coreia do Sul | 3-0  | Brasil        | 25-20    | 25-21    | 25-18    | -        | -        | Matera          |

## Fase final
A fase final do Grand Prix 2003 foi disputado na cidade italiana de Andria entre os dias 28/07 e 3/08. As donas da casa mais as cinco equipes classificadas da fase anterior disputaram o título.
| Data  | Jogo           | Jogo | Jogo           | Parciais | Parciais | Parciais | Parciais | Parciais | Cidade          |
| Data  | Jogo           | Jogo | Jogo           | 1        | 2        | 3        | 4        | 5        | Cidade          |
| ----- | -------------- | ---- | -------------- | -------- | -------- | -------- | -------- | -------- | --------------- |
| 28/07 | Itália         | 2-3  | Países Baixos  | 25-23    | 25-23    | 34-36    | 24-26    | 17-19    | Gioia del Colle |
| 28/07 | Rússia         | 3-0  | Coreia do Sul  | 25-15    | 25-23    | 25-16    | -        | -        | Matera          |
| 28/07 | Estados Unidos | 0-3  | China          | 21-25    | 24-26    | 26-28    | -        | -        | Matera          |
| 29/07 | Países Baixos  | 0-3  | Rússia         | 22-25    | 18-25    | 15-25    | -        | -        | Gioia del Colle |
| 29/07 | China          | 3-0  | Coreia do Sul  | 25-17    | 25-14    | 25-23    | -        | -        | Gioia del Colle |
| 29/07 | Estados Unidos | 3-0  | Itália         | 25-15    | 25-19    | 26-24    | -        | -        | Matera          |
| 30/07 | Itália         | 1-3  | China          | 22-25    | 25-23    | 15-25    | 20-25    | -        | Gioia del Colle |
| 30/07 | Rússia         | 3-1  | Estados Unidos | 25-19    | 21-25    | 25-21    | 25-17    | -        | Matera          |
| 30/07 | Coreia do Sul  | 2-3  | Países Baixos  | 25-18    | 25-23    | 21-25    | 20-25    | 20-22    | Matera          |
| 2/08  | China          | 3-1  | Países Baixos  | 25-19    | 25-20    | 25-27    | 25-17    | -        | Andria          |
| 2/08  | Itália         | 1-3  | Rússia         | 25-20    | 15-25    | 20-25    | 17-25    | -        | Andria          |
| 2/08  | Estados Unidos | 3-0  | Coreia do Sul  | 30-28    | 25-21    | 25-17    | -        | -        | Andria          |
| 3/08  | Países Baixos  | 0-3  | Estados Unidos | 22-25    | 20-25    | 26-28    | -        | -        | Andria          |
| 3/08  | Coreia do Sul  | 1-3  | Itália         | 19-25    | 17-25    | 25-22    | 13-25    | -        | Andria          |
| 3/08  | Rússia         | 0-3  | China          | 22-25    | 26-28    | 21-25    | -        | -        | Andria          |

| Pos | Equipe         | Pts | V | D | SP | SC | SA    | PP  | PC  | PA    |
| --- | -------------- | --- | - | - | -- | -- | ----- | --- | --- | ----- |
| 1   | China          | 10  | 5 | 0 | 15 | 2  | 7,500 | 430 | 359 | 1,198 |
| 2   | Rússia         | 9   | 4 | 1 | 12 | 5  | 2,400 | 410 | 346 | 1,185 |
| 3   | Estados Unidos | 8   | 3 | 2 | 10 | 6  | 1,667 | 387 | 371 | 1,043 |
| 4   | Países Baixos  | 7   | 2 | 3 | 7  | 13 | 0,538 | 446 | 489 | 0,912 |
| 5   | Itália         | 6   | 1 | 4 | 7  | 13 | 0,538 | 443 | 470 | 0,943 |
| 6   | Coreia do Sul  | 5   | 0 | 5 | 3  | 15 | 0,200 | 359 | 440 | 0,816 |

PTS - pontos, J - jogos, V - vitórias, D - derrotas, SP - sets pró, SC - sets contra, SA - set average, PP - pontos pró, PC - pontos contra, PA - ponto average

## Classificação Final
| #       | Equipe         |
| ------- | -------------- |
| Gold.   | China          |
| Silver. | Rússia         |
| Bronze. | Estados Unidos |
| 4.      | Países Baixos  |
| 5.      | Itália         |
| 6.      | Coreia do Sul  |
| 7.      | Alemanha       |
| 8.      | Brasil         |
| 9.      | Japão          |
| 10.     | Tailândia      |
| 11.     | Cuba           |
| 12.     | Canadá         |

## Prêmios individuais
| MVP (Most Valuable Player) | Paola Cardullo       | Itália |
| Melhor atacante            | Elizaveta Tishchenko | Rússia |
| Melhor bloqueio            | Anastasia Belikova   | Rússia |
| Melhor saque               | Yang Hao             | China  |
| Maior pontuadora           | Ekaterina Gamova     | Rússia |
| Jogadora Mais Popular      | Paola Cardullo       | Itália |